# Wesley Peterson (Agrarwissenschaftler)
E. Wesley F. Peterson ist ein US-amerikanischer Agrarökonom. Er ist Professor an der University of Nebraska-Lincoln.

## Leben
Peterson studierte zunächst Anthropologie an der University of California, Berkeley (B.A., 1967). Danach arbeitete er drei Jahre in landwirtschaftliche Entwicklungsprogrammen des Peace Corps in Benin und auf den Amerikanischen Jungferninseln. 1973 schloss er einen Master in Public Policy an der Princeton University ab. Von 1974 bis 1976 arbeitete er am Regional Economic Research and Documentation Center in Lomé. Seine Promotion in Agrarökonomie erfolgte 1981 an der Michigan State University. Von 1981 bis 1983 war er Juniorprofessor am Institut de gestion internationale agroalimentaire in Cergy, von 1983 bis 1990 an der Texas A&M University. Seit 1990 ist er Professor in Lincoln.

## Arbeit
Petersons Forschungsinteressen sind landwirtschaftliche Entwicklung, Public policy, und internationaler Agrarhandel.